# Басков, Константин Иванович
Константин Иванович Басков (5 мая 1929, Гусь-Хрустальный — 12 ноября 2001, Москва) — советский и российский оперный певец (тенор), солист Большого театра (1965—1995), заведующий оперной труппой (1989—1992), кавалер ордена «Знак Почёта» (25.05.1976).

## Биография
Окончил Московский институт лёгкой промышленности, и лишь в 36 лет, окончив вокальный факультет Московской консерватории, получил диплом оперного и концертного певца. В Большом театре спел 60 оперных партий.
Умер в 2001 году. Похоронен на Никольском кладбище г. Балашиха.

## Исполняемые партии
Среди исполняемых партий: Садко («Садко» Римского-Корсакова), Иван Лыков («Царская невеста» Римского-Корсакова), Герман («Пиковая дама» Чайковского), Русский воин («Иван Сусанин» Глинки) и многие другие.